# Veronica pinnata
Veronica pinnata är en grobladsväxtart som beskrevs av Carl von Linné. Veronica pinnata ingår i släktet veronikor, och familjen grobladsväxter. Inga underarter finns listade i Catalogue of Life.